# Gebi Mair

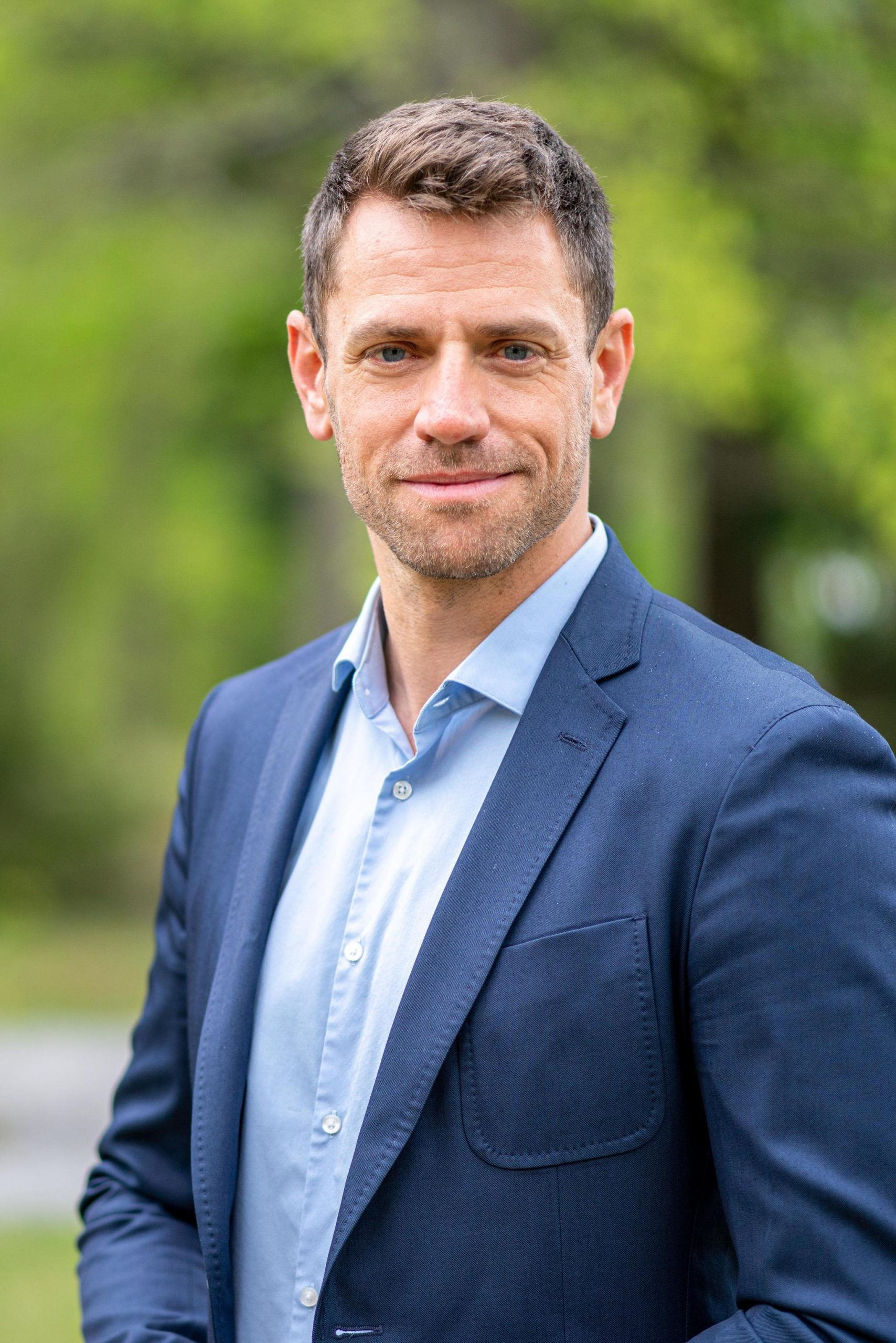
Gebi Mair 2022

Gebhard „Gebi“ Mair (* 15. Jänner 1984 in Fulpmes) ist ein österreichischer Politiker der Grünen. Seit 2008 ist er Abgeordneter im Tiroler Landtag, seit Juni 2013 ist er Klubobmann der Tiroler Grünen. Er war, gemeinsam mit Petra Wohlfahrtstätter, grüner Spitzenkandidat der Landtagswahl in Tirol 2022. Im März 2023 wurde er zum Landessprecher der Tiroler Grünen gewählt.

## Leben
Mair leistete nach dem Besuch des Bischöflichen Gymnasiums Paulinum in Schwaz seinen Gedenkdienst in der KZ-Gedenkstätte Neuengamme in Hamburg-Neuengamme ab. 2010 schloss er das Studium der Politikwissenschaft an der Universität Innsbruck ab. Im Juli 2021 wurde Mair bei einem Kletterunfall schwer verletzt. Er engagiert sich außerdem bei der Bergrettung.

## Politik
Von 2006 bis 2008 war er Gemeinderat der Landeshauptstadt Innsbruck.
Seit 2008 ist Mair Abgeordneter des Tiroler Landtags. Dort hat der Innsbrucker zahlreiche Skandale aufgedeckt und galt als scharfer Kritiker der Landesregierung unter ÖVP-Landeshauptmann Günther Platter. Unter anderem ging es bei den Auseinandersetzungen um fragwürdige akademische Abschlüsse an der Haller Privatuniversität UMIT und um die Privatisierung des Tiroler Rettungswesens.
Seit dem 24. Mai 2013 ist Gebi Mair Klubobmann der Grünen im Tiroler Landtag.
Gemeinsam mit Petra Wohlfahrtstätter gewann er im Juni 2022 das Rennen um die Parteispitze der Tiroler Grünen. Er war grüner Spitzenkandidat der Landtagswahl in Tirol 2022.
Im März 2023 wurde er als Nachfolger von Christian Altenweisl zum Landessprecher der Tiroler Grünen gewählt.

## Kritik
Er bezeichnete die Agentur P8 Hofherr als „Geldwaschmaschine“, welche verdeckt die ÖVP, die ASFINAG und den Innsbrucker Wahlkampf finanziere. Diese Passagen musste Mair im Rahmen eines gerichtlichen Vergleichs, in dem er die Klage gegen ihn „vollinhaltlich anerkannte“, zurückziehen und von seiner Homepage löschen.
Im Februar 2019 schrieb Mair im Zusammenhang mit der Karfreitags-Debatte: „Am Karfreitag um 15 Uhr ist Jesus am Kreuz vor Lachen gestorben“. Er bezog sich damit auf die Entscheidung der Bundesregierung, den Karfreitag zu einem „halben Feiertag“ zu machen. Dies wurde sowohl von ÖVP als auch FPÖ als Verletzung religiöser Gefühle kritisiert. Eine Klage von Stadtrat Rudi Federspiel (FPÖ) bei der Staatsanwaltschaft Innsbruck wurde von dieser zurückgewiesen. Es sei darum gegangen, Kritik an der Regierung zu üben und nicht Jesus zu verspotten, erklärte die Staatsanwaltschaft.